# 海賊戦隊ゴーカイジャーVSスーパー戦隊
『海賊戦隊ゴーカイジャーVSスーパー戦隊』は、2011年4月6日に日本コロムビアから発売されたスーパー戦隊シリーズのミニアルバム。

## 概要
スーパー戦隊シリーズの35作目『海賊戦隊ゴーカイジャー』を記念して、2011年4月6日に日本コロムビアから発売された。30作目『轟轟戦隊ボウケンジャー』から35作目『海賊戦隊ゴーカイジャー』までの6作のオープニングテーマが収録されている。担当歌手はすべてProject.Rのメンバーである。

## 収録曲リスト
1. 海賊戦隊ゴーカイジャー
歌：松原剛志（Project.R） / コーラス：ヤング・フレッシュ、高橋秀幸（Project.R）、岩崎貴文（Project.R）、谷本貴義（Project.R）
作詞：岩里祐穂 / 作曲：持田裕輔 / 編曲：籠島裕昌
2. 天装戦隊ゴセイジャー
歌：NoB（Project.R）
作詞：吉元由美、作曲：YOFFY、編曲：Project.R（籠島裕昌）
3. 侍戦隊シンケンジャー
歌：サイキックラバー（Project.R）
作詞：藤林聖子、作曲：YOFFY、編曲：Project.R（大石憲一郎、サイキックラバー）
4. 炎神戦隊ゴーオンジャー
歌：高橋秀幸（Project.R）
作詞：マイクスギヤマ、作曲：岩崎貴文、編曲：Project.R（大石憲一郎、岩崎貴文）
5. 獣拳戦隊ゲキレンジャー
歌：谷本貴義（Project.R）
作詞：及川眠子、作曲：岩崎貴文、編曲：京田誠一
6. 轟轟戦隊ボウケンジャー
歌：NoB（Project.R）
作詞：岩里祐穂、作曲：山田信夫、編曲：京田誠一